# Alexandr Fjodorovič Gedike
Alexandr Fjodorovič Gedike (rusky Алекса́ндр Фёдорович Ге́дике, německy Alexander Goedicke; 4. března 1877 Moskva – 9. července 1957 tamtéž) byl ruský klavírista a hudební skladatel a pedagog.

## Život
Alexandr Godike se narodil 20. února (podle ruského kalendáře 4. března) roku 1877 v Moskvě, v německé rodině dlouhodobě žijící v Rusku. Jeho pradědeček, Heinrich Georg Godike, byl varhaník katolické církve v Petrohradu a ředitel Německého činoherního divadla. Dědeček byl varhaníkem a učitelem sborového zpěvu. Otec, Fjodor Karlovič, působil také jako varhaník a kromě toho byl klavíristou v orchestru Velkého divadla, učil obligátní klavír na moskevské konzervatoři. Gedike byl bratrancem skladatele Nikolaje Karloviče Metnera.
Ve škole příliš neprospíval, ale projevoval mimořádné hudební nadání. Hrál na klavír a na violoncello a již ve věku dvanácti let často nahrazoval svého otce u varhan v kostele. Po absolvování 4. třídy opustil gymnázium a přešel do 5. třídy konzervatoře, kde začal studovat ve třídě profesora A. I. Gallyho. Moskevskou konzervatoř dokončil v roce 1898 a dále působil jako hudební pedagog v Nikolajevském a Alžbětinském ženském ústavu.
V roce 1900 se zúčastnil třetí Rubinsteinovy soutěže ve Vídni jako klavírista i jako skladatel. Ve skladatelské soutěži získal cenu (jedinou v soutěži) za Koncertní kus pro klavír a orchestr, houslovou sonátu a klavírní skladby. Jako klavírista obdržel čestné uznání.
Od roku 1909 působil jako profesor klavíru na moskevské konzervatoři. Po Říjnové revoluci se s celou rodinou přestěhoval do budovy konzervatoře, kde pak žil až do své smrti. Od roku 1919 vykonával funkci vedoucího katedry komorní hudby. Od roku 1920 vedl varhanní třídu a v roce 1923 uvedl svůj první sólový koncert na nástroji Velké síně konzervatoře.
Zemřel 9. července 1957. Je pochován v Moskvě na Vvěděnském hřbitově.
Alexander Goedicke patří do značné skupiny skvělých ruských hudebníků, kteří v sovětské době prakticky zmizeli z povědomí veřejnosti. Neměl žádnou opoziční povahu, která by přilákala pozornost západu nebo by vedla ke státním represím.

## Dílo

### Opery
- Viriněja (Виринея) (libreto skladatele, 1913–1915);
- U přívozu (У перевоза) (libreto skladatele, 1933)
- Jacquerie (Жакерия) (libreto skladatele, 1933–1937)
- Macbeth (Макбет) (libreto skladatele podle Shakespeara, 1944)

### Orchestrální skladby
- Dramatická předehra (Драматическая увертюра), op. 7 (1897)
- Koncertní kus b-moll pro klavír a orchestr, op. 11 (1900)
- Symfonie č. 1 f-moll, op. 15 (1903)
- Symfonie č. 2 A-dur, op. 16 (1905)
- Preludium pro smyčcový orchestr, varhany, trubku a harfu, op. 24 (publ. 1928)
- Ve válce: Z deníku padlého vojáka. (На войне: из дневника убитого воина), op. 26 (publ. 1930)
- Symfonie č. 3 ic-moll, op. 30 (1922)
- Koncert D-dur pro varhany a smyčcový orchestr, op. 35 (1927)
- Koncert f-moll pro lesní roh a orchestr, op. 40 (publ. 1929)
- Blýskání (Зарницы), symfonická báseň, op. 39 (1929)
- Koncert b-moll pro trubku a orchestr, op. 41 (publ. 1930)
- 25 let Října (1942)
- Rok 1941 (1942)
- 30 let Října (1947)
- Komik
- 4 pochody pro vojenský orchestr, op. 42
- Koncert pro housle a orchestr (1951)

### Komorní hudba
- Sonáta č. 1 Jarní (A-dur pro housle nebo violu a klavír, op. 10 (1899); věnováno Janu Hřímalému
- Klavírní trio g-moll, op. 14 (publ. 1903)
- Klavírní kvintet C-dur, op. 21 (publ. 1911)
- 3 improvizace pro violoncello a klavír, op. 27 (publ. 1926)
- 2 skladby pro klarinet a klavír, op. 28
- Smyčcový kvartet č. 1 c-moll, op. 33
- Koncertní etuda g-moll pro trubku a klavír, op. 49 (1948)
- Smyčcový kvartet č. 2, op. 75
- Sonáta č. 2 pro housle a klavír, op. 83
- Sonáta pro violoncello a klavír, op. 88 (publ. 1951)

### Varhany
- 2 preludia a fugy, op. 34
- 7 skladeb, op. 84

### Klavírní skladby
- 4 Morceaux, op. 1 (publ. 1899)
- Koncertní etuda g-moll, op. 2
- 20 malých skladeb pro začátečníky, op. 6
- 10 miniatur ve formě etud, op. 8
- 3 Morceaux, op. 9 (publ. 1900)
- 6 skladeb pro klavír na 4 ruce, op. 12
- Balada, op. 13
- Postoje, op. 17
- Sonáta D-dur, op. 18
- 2 preludia, op. 19
- Prelude C-dur, op. 20 (publ. 1910)
- 4 oktávové etudy, op. 22
- 50 cvičení, op. 23
- 40 melodických etud pro začátečníky, op. 32
- 60 jednoduchých skladeb pro začátečníky, op. 36
- 3 preludia, op. 51
- 5 skladeb, op. 52 (publ. 1938)
- 22 skladeb, op. 57
- 25 skladeb, op. 59
- 15 kyrgyzských písní střední obtížnosti, op. 63
- 2 skladby, op. 64
- 3 skladby, op. 65
- 3 skladby, op. 66
- 4 koncertní etudy, op. 82
- Preludium a fuga c-moll, op. 86
- Preludium a fuga C-dur, op. 87
- 12 melodických etud střední obtížnosti, op. 101 (publ. 1964)

### Vokální skladby
- Sláva sovětským pilotům (kantáta, slova A. A. Surkov, 1933)
- Vlast radosti (kantáta, slova A. A. Surkov, 1937)
- 3 romance pro zpěv a klavír, op. 5
- Ruské národní písně pro zpěv a klavírní trio (6 svazků)